# 1768
1768 (MDCCLXVIII) fue un año bisiesto comenzado en viernes según el calendario gregoriano.

## Acontecimientos
- 24 de febrero: Polonia-Lituania se convierte en protectorado del Imperio Ruso.
- 17 de mayo: llega a Filipinas la orden de expulsión de la Compañía de Jesús, que Basilio Sancho de Santa Justa se encargará de cumplir cinco días después.
- 25 de agosto: el barco de la Royal Navy HMB Endeavour, comandado por el teniente James Cook, parte de Plymouth, Inglaterra, iniciándose el primero de los tres viajes de Cook al Pacífico.
- 25 de septiembre: 
  - Inicia la Guerra Ruso-Turca de 1768-1774.
  - Prithvi Narayan se convierte en Rey de Nepal.
- 15 de octubre: en Cuba se desata la Tormenta de Santa Teresa. En La Habana el huracán derriba 70 varas (unos 59 metros) de la muralla sur de la ciudad, y arrastra varios buques hasta la falda del castillo de Atarés (terminado de construir el año anterior), a 200 metros de la costa de la ensenada de Atarés.
- 15 de mayo: La República de Génova cede a Francia sus derechos sobre Córcega tras el Tratado de Versalles
- 10 de diciembre: 
  - Fundación de la Royal Academy of Arts.
  - Primera publicación de la Enciclopedia Británica.
- En España se realiza el censo de Aranda: 9,3 millones de habitantes.
- En Cuba se funda la ciudad de Melena del Sur en terrenos de la llanura de Güines.
- Se extingue la Vaca marina de Steller
- Philip Astley presenta el primer Circo de la historia.
- Se publica el "Informe sobre la ley agraria" por Pablo de Olavide.

## Arte y literatura
- Mozart estrena Bastián y Bastiana en Viena.

## Nacimientos
- 7 de enero: José I Bonaparte, aristócrata francés  (f. 1844), rey de España.
- 14 de enero: Amelia Griffiths, ficóloga británica (f. 1858).
- 1 de marzo: Pedro Coudrin sacerdote francés, fundador de la Congregación de los Sagrados Corazones (f. 1837)
- 17 de marzo: Isidoro Máiquez actor español (f. 1820)
- 21 de marzo: Jean-Baptiste Joseph Fourier, matemático y físico francés (f. 1830)
- 7 de mayo: Ignacio Allende, militar insurgente mexicano (f. 1811)
- 4 de julio: Carl August von Eschenmayer, médico y filósofo alemán (f. 1852).
- 20 de julio: Praskovia Kovalyova, sirvienta rusa que se convirtió en cantante soprano operística y actriz (f. 1803).
- 28 de julio: Pedro de la Bárcena, militar y político español (f. 1836).
- 6 de agosto: Jean-Baptiste Bessières, militar francés (f. 1813).
- 4 de septiembre: François-René de Chateaubriand, diplomático, político y escritor francés considerado el fundador del romanticismo en la literatura francesa (f. 1848).
- 4 de octubre: Francisco José de Caldas y Tenorio militar, geógrafo, astrónomo, naturalista y periodista colombiano (f. 1816).
- 3 de noviembre: Karađorđe Petrović, duque serbio, líder nacionalista y fundador de la Casa Real de Karađorđević. (f. 1817).
- 21 de noviembre: Friedrich Schleiermacher, teólogo y filósofo alemán (f. 1834).
- Margarethe Danzi, compositora y soprano alemana (f. 1800).
- Vicente Anastasio Echevarría armador y militar argentino (f. 1857).

## Fallecimientos
- 18 de junio: Giovanni Domenico Ferretti, pintor italiano (n. 1692)
- 24 de junio: María Leszczynska, reina consorte de Luis XV de Francia (n. 1703)
- 11 de julio: José Nebra, compositor español (n. 1702)